# Keokee
Keokee – jednostka osadnicza w Stanach Zjednoczonych, w stanie Wirginia, w hrabstwie Lee.